# Debra (låt)
Debra är en låt av Beck. Låten återfinns på albumet Midnite Vultures, släppt den 23 november 1999. "Debra" slutar vid 5 minuter och 42 sekunder; efter det är det en flera minuters lång paus före en gömd låt som är endast 1 minut och 4 sekunder lång.
Det var egentligen menat att låten skulle komma med på albumet Odelay, släppt tre år innan Midnite Vultures. Anledning att den ej kom med på Odelay var därför att Beck inte tyckte att låten passade på albumet.
"Debra" spelades för första gången redan 1995, fyra år innan Midnite Vultures. Sedan dess har den spelats live över 300 gånger.